# Federação Europeia de Sociedades Autónomas
A Federação Europeia de Sociedades Autónomas (EFAS) é uma sociedade científica que visa coordenar a atividade das sociedades autónomas nacionais na Europa. O foco dessas sociedades é o estudo do sistema nervoso autónomo, particularmente os aspectos clínicos deste campo. A sociedade foi fundada em outubro de 1998.